# Coppa delle Coppe 1977-1978
La Coppa delle Coppe 1977-1978 è stata la 18ª edizione della competizione calcistica europea Coppa delle Coppe UEFA. Venne vinta dall'Anderlecht nella finale contro l'Austria Vienna.

## Turno preliminare
| Squadra 1 | Totale | Squadra 2  | Andata | Ritorno |
| --------- | ------ | ---------- | ------ | ------- |
| Rangers   | 3 - 2  | Young Boys | 1 - 0  | 2 - 2   |

## Sedicesimi di finale
| Squadra 1          | Totale | Squadra 2             | Andata | Ritorno |
| ------------------ | ------ | --------------------- | ------ | ------- |
| Progrès Niedercorn | 0 - 10 | Vejle Boldklub        | 0 - 1  | 0 - 9   |
| Paok Salonicco     | 4 - 0  | Zagłębie Sosnowiec    | 2 - 0  | 2 - 0   |
| Rangers            | 0 - 3  | Twente                | 0 - 0  | 0 - 3   |
| Brann              | 5 - 0  | ÍA Akranes            | 1 - 0  | 4 - 0   |
| Colonia            | 2 - 3  | Porto                 | 2 - 2  | 0 - 1   |
| Saint-Étienne      | 1 - 3  | Manchester United     | 1 - 1  | 0 - 2   |
| Amburgo            | 13 - 3 | Lahden Reipas         | 8 - 1  | 5 - 2   |
| Lokomotiv Sofia    | 1 - 8  | Anderlecht            | 1 - 6  | 0 - 2   |
| Coleraine          | 3 - 6  | Lokomotive Lipsia     | 1 - 4  | 2 - 2   |
| Betis Siviglia     | 3 - 2  | Milan                 | 2 - 0  | 1 - 2   |
| Valletta           | 0 - 7  | Dynamo Mosca          | 0 - 2  | 0 - 5   |
| Olympiakos Nicosia | 1 - 8  | Universitatea Craiova | 1 - 6  | 0 - 2   |
| Cardiff City       | 0 - 1  | Austria Vienna        | 0 - 0  | 0 - 1   |
| Lokomotíva Košice  | 2 - 2  | Östers                | 0 - 0  | 2 - 2   |
| Beşiktaş           | 2 - 5  | Diósgyőri             | 2 - 0  | 0 - 5   |
| Dundalk            | 1 - 4  | Hajduk Spalato        | 1 - 0  | 0 - 4   |

## Ottavi di finale
| Squadra 1         | Totale | Squadra 2             | Andata | Ritorno         |
| ----------------- | ------ | --------------------- | ------ | --------------- |
| Vejle Boldklub    | 4 - 2  | Paok Salonicco        | 3 - 0  | 1 - 2           |
| Twente            | 4 - 1  | Brann                 | 2 - 0  | 2 - 1           |
| Porto             | 6 - 5  | Manchester United     | 4 - 0  | 2 - 5           |
| Amburgo           | 2 - 3  | Anderlecht            | 1 - 2  | 1 - 1           |
| Lokomotive Lipsia | 2 - 3  | Betis Siviglia        | 1 - 1  | 1 - 2           |
| Dynamo Mosca      | 2 - 2  | Universitatea Craiova | 2 - 0  | 0 - 2 (3-0 dcr) |
| Austria Vienna    | 1 - 1  | Lokomotíva Košice     | 0 - 0  | 1 - 1           |
| Diósgyőri         | 3 - 3  | Hajduk Spalato        | 2 - 1  | 1 - 2 (3-4 dcr) |

## Quarti di finale
| Squadra 1      | Totale | Squadra 2      | Andata | Ritorno         |
| -------------- | ------ | -------------- | ------ | --------------- |
| Vejle Boldklub | 0 - 7  | Twente         | 0 - 3  | 0 - 4           |
| Porto          | 1 - 3  | Anderlecht     | 1 - 0  | 0 - 3           |
| Betis Siviglia | 0 - 3  | Dynamo Mosca   | 0 - 0  | 0 - 3           |
| Austria Vienna | 2 - 2  | Hajduk Spalato | 1 - 1  | 1 - 1 (3-0 dcr) |

## Semifinali
| Squadra 1    | Totale | Squadra 2      | Andata | Ritorno         |
| ------------ | ------ | -------------- | ------ | --------------- |
| Twente       | 0 - 3  | Anderlecht     | 0 - 1  | 0 - 2           |
| Dynamo Mosca | 3 - 3  | Austria Vienna | 2 - 1  | 1 - 2 (4-5 dcr) |

## Finale
| Arbitro: | Heinz Aldinger |

|                                       |           |  |
| Rensenbrink 13’ 44’ Van Binst 45’ 82’ | Marcatori |  |

| Anderlecht | Austria Vienna |

|                  |    |                       |  |     |
|                  |    |                       |  |     |
| P                | 1  | Nico de Bree          |  |     |
| D                | 2  | Gilbert Van Binst     |  |     |
| D                | 3  | Jean Thissen          |  |     |
| D                | 4  | Johnny Dusbaba        |  |     |
| D                | 5  | Hugo Broos            |  |     |
| C                | 6  | François Van der Elst |  |     |
| C                | 7  | Arie Haan             |  |     |
| C                | 8  | Benny Nielsen         |  |     |
| C                | 9  | Ludo Coeck            |  |     |
| A                | 10 | Franky Vercauteren    |  | 87’ |
| A                | 11 | Rob Rensenbrink       |  |     |
| Sostituzioni:    |    |                       |  |     |
| C                | 12 | Jean Dockx            |  | 87’ |
|                  |    |                       |  |     |
| Allenatore:      |    |                       |  |     |
| Raymond Goethals |    |                       |  |     |

|                |    |                    |  |     |
|                |    |                    |  |     |
| P              | 1  | Hubert Baumgartner |  |     |
| D              | 2  | Robert Sara        |  |     |
| D              | 3  | Josef Sara         |  |     |
| D              | 4  | Erich Obermayer    |  |     |
| D              | 5  | Ernst Baumeister   |  |     |
| C              | 6  | Herbert Prohaska   |  |     |
| C              | 7  | Karl Daxbacher     |  | 60’ |
| C              | 8  | Felix Gasselich    |  |     |
| A              | 9  | Julio Morales      |  | 74’ |
| A              | 10 | Hans Pirkner       |  |     |
| A              | 11 | Thomas Parits      |  |     |
| Sostituzioni:  |    |                    |  |     |
| C              |    | Alberto Martínez   |  | 60’ |
| A              |    | Fritz Drazan       |  | 74’ |
| Allenatore:    |    |                    |  |     |
| Hermann Stessl |    |                    |  |     |